# Amazon DynamoDB
Amazon DynamoDB là một dịch vụ cơ sở dữ liệu độc quyền quản lý hoàn toàn sử dụng NoSQL có hỗ trợ giá trị khóa và cấu trúc dữ liệu tài liệu  và được cung cấp bởi Amazon.com như một phần của Amazon Web Services portfolio.  DynamoDB trưng bày một mô hình dữ liệu tương tự và lấy tên của nó từ Dynamo, nhưng có một triển khai cơ bản khác.  Dynamo có thiết kế đa chủ yêu cầu khách hàng giải quyết xung đột phiên bản và DynamoDB sử dụng sao chép đồng bộ trên nhiều trung tâm dữ liệu  để có độ bền và tính sẵn sàng cao.  DynamoDB được Amazon CTO Werner Vogels công bố vào ngày 18 tháng 1 năm 2012  và được trình bày dưới dạng một sự phát triển của giải pháp Amazon SimpleDB.

## Tổng quan
DynamoDB khác với các dịch vụ khác của Amazon bằng cách cho phép các nhà phát triển mua dịch vụ dựa trên thông lượng, thay vì lưu trữ.  Nếu Tự động mở rộng quy mô, thì cơ sở dữ liệu sẽ tự động mở rộng quy mô.  Ngoài ra, quản trị viên có thể yêu cầu thay đổi thông lượng và DynamoDB sẽ phân tán dữ liệu và lưu lượng truy cập trên một số máy chủ sử dụng ổ đĩa trạng thái rắn, cho phép hiệu suất có thể dự đoán được.  Nó cung cấp tích hợp với Hadoop thông qua đàn hồi MapReduce.
Vào tháng 9 năm 2013, Amazon đã cung cấp phiên bản phát triển cục bộ của DynamoDB để các nhà phát triển có thể kiểm tra các ứng dụng được hỗ trợ bởi DynamoDB cục bộ.
Amazon DynamoDB được "xây dựng dựa trên các nguyên tắc của công nghệ lưu trữ Amazon Dynamo ", một hệ thống lưu trữ nội bộ ban đầu được sử dụng cho trang web Amazon.

## Ngôn ngữ liên kết
Các ngôn ngữ và khung với liên kết DynamoDB bao gồm Java, Node.js, Go, C # . NET, Perl, PHP, Python, Ruby, Haskell và Erlang.